# Национален стопански комплекс
Националните стопански комплекси са предприятия в Народна република България.
Създадени са след 1973 година като продължение на процеса на концентрация в промишлеността, опитващ се безуспешно да постигне обрат в стагниращата икономика. След преминала в края на 60-те години вълна от обединения на предприятия под ръководството на държавни стопански обединения, сега 60 от тях са обединени в 11 национални стопански комплекси, целящи затваряне на производствения цикъл в една организация. Създаването им не постига целите си, като само увеличава бюрократичния апарат, дублирайки администрацията на министерствата.